# لونا 20
لونا 20 (بالإنجليزية: Luna 20)‏ مركبة فضائية سوفيتية أرسلت إلى القمر كجزء من برنامج لونا لاستكشاف القمر. وكانت ثاني أنجح بعثة من أصل ثلاث بعثات لجمع العينات من القمر. أطلقت يوم 14 فبراير 1972 وفي يوم 18 فبراير دخلت إلى مدار القمر وفي 25 فبراير من نفس العام حطت على سطح القمر في منطقة جبلية تعرف باسم «تيرا أبولونيوس» على بعد 120 كيلومتر من موقع هبوط لونا 16.